# Daiki Ogawa
Daiki Ogawa (小川大貴?, Ogawa Daiki; Fuji, 16 ottobre 1991) è un calciatore giapponese, difensore del Matsumoto Yamaga.

## Caratteristiche tecniche
Ogawa è un terzino che agisce prevalentemente a destra, ma in grado di disimpegnarsi anche sulla fascia opposta.

## Carriera
Prodotto dell'Università Meiji, debutta con i professionisti nel 2014 presso il Júbilo Iwata, squadra della J2 League. Seppur scarsamente utilizzato nelle sue prime tre stagioni, con i biancoazzurri ottiene la promozione in J1 League.

## Palmarès

### Club

#### Competizioni nazionali
- J2 League: 1

Júbilo Iwata: 2021

### Nazionale
- Universiadi:   1

Kazan' 2013